# Piper hispidiramum
Piper hispidiramum är en pepparväxtart som beskrevs av C. Dc.. Piper hispidiramum ingår i släktet Piper och familjen pepparväxter. Inga underarter finns listade i Catalogue of Life.